# 世界の中心で、愛をさけぶ
『世界の中心で、愛をさけぶ』（せかいのちゅうしんで、あいをさけぶ）は、日本の小説家・片山恭一の青春恋愛小説である。小学館より2001年4月に刊行。通称「セカチュー」。
2004年以降、漫画化・映画化・テレビドラマ化・ラジオドラマ化・舞台化されている。

## 概要
2001年初版刊行。初版8,000部と発売当初はさほど話題にならなかったが、小学館の新入社員だった営業マンの目に留まり、彼が売り込んだことから、一部の書店販売員らの手書きのPOP広告と口コミにより、徐々に話題になっていった。2002年に女優の柴咲コウが、雑誌『ダ・ヴィンチ』に投稿した書評のコメント「泣きながら一気に読みました。私もこれからこんな恋愛をしてみたいなって思いました」が書籍の帯に採用され話題となった。
柴咲コウの書評が火種となり2003年に100万部を突破。2004年東宝にて映画化。映画版が大ヒットし、相乗効果で映画公開後300万部突破、大ベストセラーに。映画版の成功によって「セカチュー」と略され流行語にもなり、「セカチューブーム」として社会現象になった。加えて、映画公開後に日本骨髄バンク新規ドナー登録者数が大幅に増加したという報告が骨髄移植推進財団事務局から発表されている。同年にテレビドラマ化、2005年に舞台化もされた。
小学館では、これまで文芸書のヒット作が少なかったが、本作や同じ恋愛路線の『いま、会いにゆきます』などのベストセラーで、出版社のイメージを変えた。2006年に小学館文庫から、文庫版も発売された。2014年には小学館ジュニア文庫からイラスト付きで発売された。

## 発行部数の推移
- 2003年2月 3万部
- 2003年4月 10万部
- 2003年6月 36万部
- 2003年11月 100万部到達
- 2004年3月 171万部
- 2004年5月7日 251万部  - 『ノルウェイの森（上巻）』を超え日本国内小説の最大発行部数を記録。
- 2004年5月20日 306万部
- 2004年12月2日 321万部以上

## あらすじ
オーストラリアに向かう旅の途中、朔太郎は亡くなった恋人のことを思い出していた。不治の病と闘って亡くなった恋人アキのたっての希望を叶えるために朔太郎が手にしていたものは……。
とある地方都市、中学校でたまたま同じクラスになった朔太郎とアキは、高校生になり、互いに恋に落ちていく。だが出会って3年目、アキは白血病にかかり、日ごとに衰弱していった。朔太郎は、ラジオ番組に「友人に白血病の女の子が居る」という作り話を投稿して商品をもらった経緯があり、アキの病気は自分のせいだというひそかな悩みを抱えていた。
朔太郎は、入院中のアキが行けなかった修学旅行のオーストラリアにアキを連れて行くため、危険を冒して病院からアキを連れ出して豪雨の中空港に向かう。だが、待合室で倒れ込んでしまったアキ。「助けてください！！」朔太郎の悲痛な叫びが空港中に響き渡る。
アキは救急車でそのまま病院へ運ばれ、その後アキの両親も駆けつけ、医者を待つ。

## 作品背景
愛媛県宇和島市がモデル
舞台の地方都市がどこかについて、作中では明確には触れられていないが、「小池」「石応（こくぼ）」「城山」などの地名が登場するほか、真珠の養殖がさかんであるなど片山の故郷である愛媛県宇和島市の特徴が随所に描かれている。また原作で「コーヒーが不味い」と名指しされてしまった（第一章7）喫茶店が「大名庭園」そばに実在した。サクの自宅は市立図書館に併設している洋館（宇和島市立歴史資料館とみられる）と設定されている。
しかし、原作に登場する動物園の描写は、かつて松山市の道後温泉の近くにあった愛媛県立道後動物園（昭和62年に移転）のものであったり、廃墟となった遊園地のある無人島（夢島）に類似する場所のモデルとされる場所が明らかでなかったり、クライマックスに登場する空港について、描写は宇和島市から松山空港に至る道程に近いがオーストラリアへの直行便は過去になく、片山が九州大学在学時から住む現住地である福岡市の福岡空港あたりを想定したものと考えられるなど、舞台の地方都市は、片山にゆかりのある複数の街にまつわる情景や構想を、適宜ミックスさせていると考えられる。
映画と原作の違い
映画は原作とは物語の提示手法が異なり、現代を生きる朔太郎が10年以上昔の高校時代を回想している姿から描かれている。また、その他にも映画として再構築する上で、脚色されている場面が多い。

## 主要登場人物
サク / 松本朔太郎（まつもと さくたろう）
主人公。アキからはサクちゃんと呼ばれている。名前は詩人の萩原朔太郎に由来している。おじいちゃん子。
アキ / 廣瀬亜紀（ひろせ あき）
ヒロイン。サクの高校時代の恋人。白血病により17歳で短い生涯を終える。名前は白亜紀から取られたが、原作では朔太郎は物語の終盤まで季節の「秋」が由来だと思い込んでいた。
リュウ / 大木龍之介（おおき りゅうのすけ）
サク、アキの同級生。名前は芥川龍之介に由来している。恋するサクのために何かと骨を折る。あだ名は「スケちゃん」。

## タイトルについて
タイトルは編集者の助言によるもので、もともと作者は『恋するソクラテス』という題名を考えていた（英訳版では、この題が生かされている：後述）。
ハーラン・エリスンのSF小説『世界の中心で愛を叫んだけもの』（The Beast that shouted Love at The Heart of The World 1969年）や、同作のタイトルを参考にした庵野秀明監督のSFアニメ『新世紀エヴァンゲリオン』の最終話サブタイトル「世界の中心でアイを叫んだけもの」（1996年）から引用された可能性が指摘されている。

## 批評
商業的に大成功した小説に関わらず、公式な批評が充分なされていない作品の一つである。白血病の少女をめぐる「喪失（と再生）の物語」である点、アボリジニの死生観や散骨、タイトルの「セカチュー」と「ジコチュー（流行語）」との類似から世相を批評するなど、散骨やアボリジニの死生観は20世紀末から21世紀初頭の流行を想起させている。また「日本人全体がガキとしてふるまうことをよしとしている」時代の風潮を批評した作品という評もある。

## 漫画『世界の中心で、愛をさけぶ』
原作を女性の解釈で世界観を壊さずに描いている。
- 原作：片山恭一
- 作画：一井かずみ
- 初出：小学館『プチコミック』2004年1月号-2月号掲載
- 単行本：2004年4月6日 小学館より出版、フラワーコミックススペシャル ISBN 4091382738

## 映画『世界の中心で、愛をさけぶ』
2004年5月東宝系にて公開。主演は大沢たかおと柴咲コウ。興行収入85億円、観客動員数620万人を記録し、この年の実写映画No.1になった（興行収入85億円も首位）。実写邦画歴代興行収入第9位(2019年、現在)。映画公開後に日本骨髄バンク新規ドナー登録者数が大幅に増加した。また、主題歌の「瞳をとじて」も大ヒットした。
長澤まさみ、森山未來の出世作として知られる。
映画版では、大人になってからの朔太郎の視点から物語が描かれ（原作にはなかった大人のサクと婚約者（律子）の関係を描き、故郷を旅しながら過去と現在を行き来するなど）、その他の場面でも脚色が多く、映画として再構築するに伴い原作と比べストーリーそのものに大きな改変が施されている。

### ストーリー
律子は、台風が接近していた引越準備中のある日、ダンボールの中から一本のカセットテープを見つける。家電店でカセットウォークマンを購入し、そのテープを聴くと、聞き覚えのある少女の声が流れて、律子は街の喧騒の中を立ち止まり思わず涙を流す。
一方、サクは律子がいなくなったとリュウに伝えるが、台風のニュース映像に律子の姿が映ったことから彼女が高松にいることを知ったサクは、彼の故郷である高松へと向かう。その中で、高校時代の恋人、アキの思い出が甦る。

### キャスト

#### 主要人物
松本朔太郎（サク）
演 - 大沢たかお / 森山未來（高校生時代）
律子を探しに自身の故郷で母校の高校がある高松に行く。高校時代に付き合っていた亜紀が心に引っかかっている。
藤村律子
演 - 柴咲コウ / 菅野莉央（少女時代）
朔太郎の現在の恋人。左脚を引きずりながら歩いている。台風が来る中高松に訪れる。子供の頃に亜紀と会っている。
広瀬亜紀（アキ）
演 - 長澤まさみ
16歳。聡明でスポーツ万能で親しみやすい性格なためクラスで人気がある。朔太郎と親しくなるがその後白血病にかかる。

#### 朔太郎と親しい人たち
重蔵（重じぃ）
演 - 山﨑努
写真館を一人で営むお爺さん。数十年間想いを寄せていた相手・晴子が亡くなり、朔太郎にある頼み事をする。
大木龍之介（リュウ）
演 - 宮藤官九郎 / 高橋一生（高校生時代）
朔太郎の親友。現在は飲食店を経営。昔から友人の朔太郎に色々と気を利かせており、律子を探しに行った彼を心配する。
ジョニー
演 - 津田寛治 / 古畑勝隆（高校生時代）
朔太郎の友達。現在は実家の寺を継いで僧侶となる。ちなみに寺の墓地は街を一望できる山沿いにある。

#### 朔太郎、亜紀、律子の家族
松本綾子（朔太郎の母）
演 - 木内みどり
事前に連絡もなしに突然一時帰宅した朔太郎に驚く。
朔太郎の姉（高校時代）
演 - 尾野真千子
仲は悪くないが、朔太郎とはお互いに言葉でからかう。
亜紀の父
演 - 杉本哲太
高校の夏休み中にキャンプに出かけた亜紀が倒れたために戻ってきた彼女を心配し、朔太郎が原因だと思い込み彼を殴りつける。
亜紀の母
演 - 長野里美
亜紀が白血病にかかり入院生活を送ることになったため付き添う。
律子（少女時代）の母
演 - 田中美里
亜紀と同じ病院に入院しており、律子が彼女と知り合うきっかけとなる。

#### 朔太郎が通っていた高校の関係者
英語教師
演 - ダンディ坂野
英語の授業で朔太郎のクラスの出席を取る。
学級委員長
演 - 西原亜希
朔太郎と同じクラスで彼の前の席に座っている。クラスでやることになったロミオとジュリエットの劇の配役の話し合いで進行役を務める。
中川悠子
演 - 松田一沙
ジョニーに好意を持たれている同級生らしき女子。ジョニーに見晴らしのいい墓場に誘われてついて行く。

#### その他現在に登場する人たち
ラジオのDJ（Dragonの客）
演 - 渡辺美里
冒頭の龍之介と朔太郎が店内で会話するシーンで、2人の後ろの席でハガキらしきものに目を通している。
出井先輩（朔太郎の上司）
演 - 天海祐希
朝出社時に、会社で徹夜した朔太郎と会い彼に名前の由来を尋ねる。そっけない物言いをしている。
家電店の店員
演 - マギー
来店した律子からカセットテープが聴けるウォークマンの場所を尋ねられる。
台風情報のTV番組アナウンサー
演 - 斎藤哲也、小林麻耶
TV局のスタジオで、台風が鹿児島辺りから四国方面に向かっていると進路状況を伝える。

#### その他過去に登場する人たち
（この欄の過去とは朔太郎の高校時代を示す）
國村晴子校長（遺影）
演 - 草村礼子 / 堀北真希（20歳）
重蔵の初恋の人。冒頭で自身の葬儀が行われる。ちなみに重蔵の店には若い頃の自身の写真が飾ってある。。
川野
演 - 宮﨑将
入院患者。亜紀と同じ病院に入院中で、彼女と親しく会話する。
商店のおじさん
演 - 谷津勲
店先のベンチに座り、偶然前の道を通りかかった朔太郎に釣り竿を引っ掛けて暇をつぶす。
写真館の客
演 - 市川しんぺー
スーツ姿の男。就職面接用らしき写真の撮影に訪れる。仏頂面をしており、本人曰く「笑顔を作るのが苦手」。
映画監督
演 - 森田芳光
ある時朔太郎が通う高校に映画のロケ撮影に訪れ、偶然目の前にいた亜紀が印象的に見えたらしく写真を撮らせてもらう。
空港搭乗カウンター社員
演 - 大森南朋
台風のため出発予定の便が欠航になり、搭乗予定の客から詰め寄られる。
蜷川先生
演 - 近藤芳正
その他キャスト
内野謙太、宮崎将、川口真理恵、松本真衣香、寺崎ゆか、中村方隆、岡村洋一、岡元夕紀子、野口雅弘、山崎えり、浅野麻衣子、飯塚園子、樋口佳菜子、鎌田忠雄、津村優月、本山良宗、マーク・サンダース、マイケル・ロングボトム、チャーリー・ブラウン、高橋浩由、横川昌美

### スタッフ
- 監督：行定勲
- 製作：本間英行
- 製作統括：島谷能成、近藤邦勝、安永義郎、亀井修、細野義朗、伊東雄三
- プロデューサー：市川南、春名慶
- 協力プロデューサー：濱名一哉
- 原作：片山恭一／『世界の中心で、愛をさけぶ』（小学館刊）
- 脚本：坂元裕二、伊藤ちひろ、行定勲
- 撮影：篠田昇
- 美術：山口修
- 録音：伊藤裕規
- 照明：中村裕樹
- 編集：今井剛
- キャスティング：田中忠雄
- 助監督：蔵方政俊、會田望、白石克則、兼重淳
- 製作担当：前田光治
- 音楽：めいなCo.
- 音楽プロデューサー：北原京子
- 音楽ミキサー：吉田俊之
- 音楽エディター：清水和法
- 音響効果：柴崎憲治
- スクリプター：工藤みずほ
- 衣装：新井正人
- ヘア・メイク：細川昌子
- VFXスーパーバイザー：石井教雄
- 医療指導：石田喜代美、光永幸代
- 刺青：霞涼二
- 劇用車スタント：スーパードライバーズ（雨宮正信、中島啓介、仁部大介）
- オーストラリアロケ協力：オーストラリア政府観光局、カンタス航空
- 撮影協力：香川県、愛媛県、庵治町、松山市、丸亀市、香南町、牟礼町、長浜町、松前町、愛媛県立伊予高等学校、香川県立香川中央高等学校、香川県立津田高等学校、アジア・フィルム・ネットワーク、えひめフィルムコミッション、香川フィルムコミッション、あいテレビ、伊予鉄道、松山大学、四国化成工業、高松空港（国土交通省大阪航空局高松空港事務所、全日本空輸高松空港所）、シマヤ、四国航空、大街道シネマサンシャイン　ほか
- デジタル光学録音：多良政司
- 衣装制作：東宝コスチューム
- 編集所：ジェイ・フィルム
- 音響制作：東宝サウンドスタジオ
- 音楽制作：東宝ミュージック
- 現像：東京現像所
- スタジオ：東宝スタジオ
- 映像制作：東宝映像美術
- 企画協力：博報堂DYメディアパートナーズ
- 製作：東宝映画
- 「世界の中心で、愛をさけぶ」製作委員会：東宝、TBS、博報堂DYメディアパートナーズ、小学館、スターダストピクチャーズ、MBS

### 主題歌、挿入歌
主題歌
- 「瞳をとじて」（デフスターレコーズ） 作詞・作曲・歌：平井堅

エンドロールで流れる。
挿入歌
- 「SOMEDAY」作詞・作曲・歌：佐野元春

朔太郎が聴くラジオ番組内でリスナーのリクエストで流れる曲。
- 「きみに会えて」作詞：神沢礼江、作曲：小室哲哉、編曲：清水信之、歌：渡辺美里

亜紀が聴いているラジオ番組内でDJ自身が選曲してかける曲。
- 「アヴェ・マリア」作曲：シャルル・グノー

高校の体育館のステージ上のピアノを使って、朔太郎のために亜紀が弾く。

### 雑記
- 高校生の朔太郎は伊藤つかさのファン。

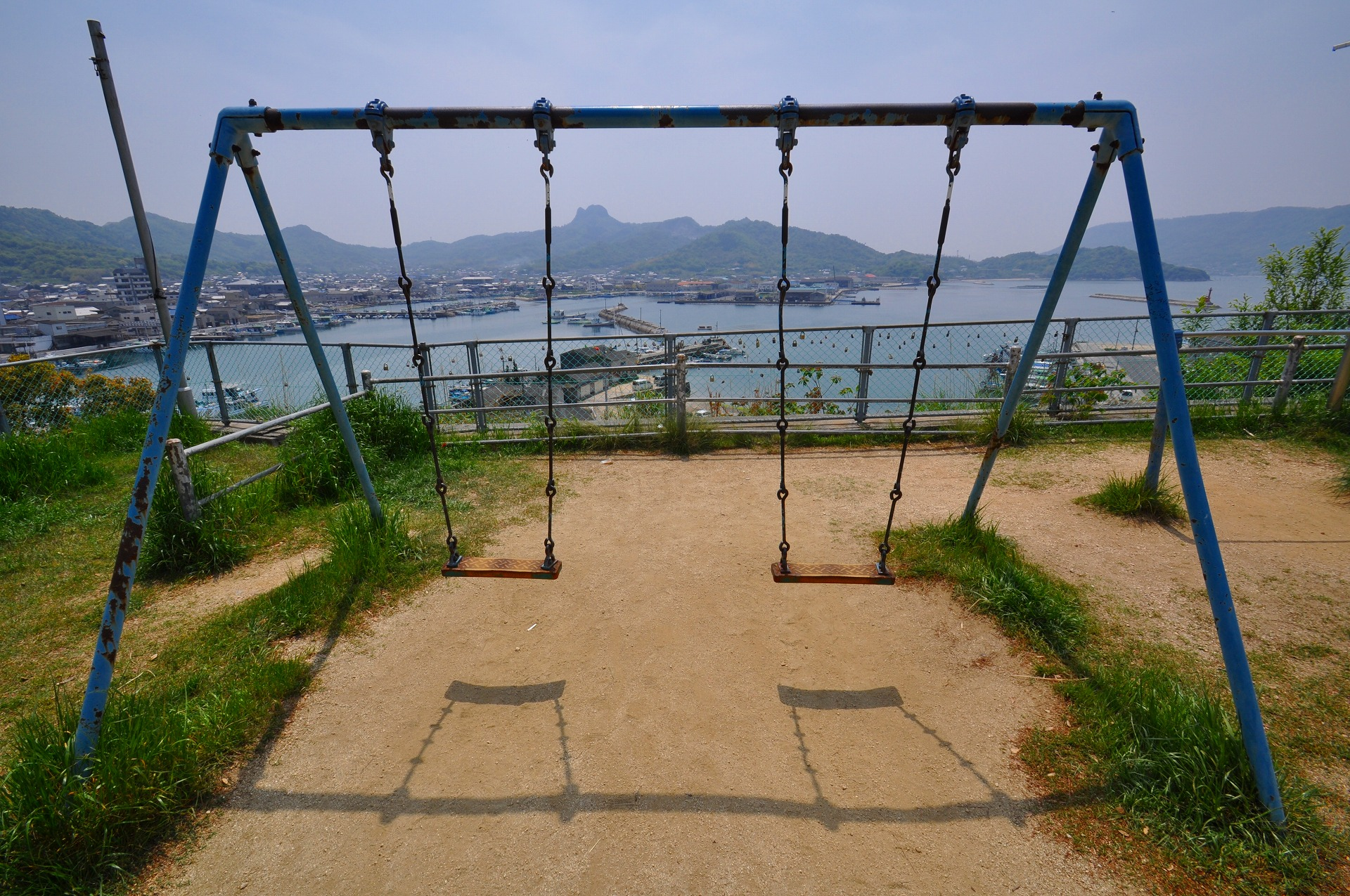
皇子神社のブランコ
奥に屋島が見える

- 亜紀のリクエストはがきに井上陽水の「いっそ セレナーデ」。
- 渡辺美里の「きみに会えて」は、西武ドームライブのテレビ告知用としても使用された。
- ブランコ、港のシーンの背景に出てくる対岸の台形状の山は、屋島の戦い（治承・寿永の乱）で有名な「屋島」で、ロケ地となった庵治町から眺めることができる。
- ロケ地である高松市庵治町の皇子神社（ブランコに乗ってサクとアキが写真館の主である重じいの恋愛について話す場所）の金網には、恋人たちや若い女性が恋愛の願いことを祈願した南京錠がつけられている。この南京錠に関して神社の関係者は、新たな縁結びの神様として神社へ来てもらうことを歓迎している。
- サクとアキの制服は香川県立高松北中学校・高等学校の夏服を使用している。
- 大木龍之介がマスターで、高松にいる律子をテレビのニュースで発見するカフェは港区芝浦のバイカーズカフェ。
- 校長先生の少女時代のポートレートは当時はほぼ無名だった堀北真希である。
- 過去（高校時代）の描写は晴天、現代は曇天、クライマックスの空港のシーンは嵐天で描くのは行定の構想による[9][10]。

### 映画版の評価
映画がメガヒットしたことや長澤まさみが史上最年少で日本アカデミー賞最優秀助演女優賞を獲得したことが大きく報じられたが、作品そのものについても、この作品が遺作となった名カメラマン篠田昇の撮影、種田陽平の美術、脚本家の大胆な脚色や行定勲監督の演出などなど各スタッフの技量は、批評家筋からも高く評価されている。

### 受賞
- 長澤まさみ
  - 第29回報知映画賞：助演女優賞
  - 第17回日刊スポーツ映画大賞・石原裕次郎賞：新人賞
  - 第22回わかやま市民映画祭：助演女優賞
  - 第47回ブルーリボン賞：助演女優賞 ※『深呼吸の必要』と合わせて
  - 第29回エランドール賞：新人賞[11]
  - 第28回日本アカデミー賞：最優秀助演女優賞、話題賞俳優部門
  - 第42回ゴールデンアロー賞：映画賞
- 森山未來
  - 第47回ブルーリボン賞：新人賞
  - 第28回日本アカデミー賞：新人俳優賞、優秀助演男優賞
- 作品及びスタッフ
  - 第28回日本アカデミー賞
    - 最優秀撮影賞：篠田昇
    - 最優秀照明賞：中村裕樹
    - 会長功労賞：企画チーム
    - 優秀作品賞
    - 優秀監督賞：行定勲
    - 優秀音楽賞：めいなCo.
    - 優秀美術賞：山口修
    - 優秀録音賞：伊藤裕規
    - 優秀編集賞：今井剛

  - 第22回ゴールデングロス賞[12]
    - 日本映画部門 最優秀・金賞
    - マネーメイキング監督賞：行定勲
    - ゴールデングロス話題賞：製作委員会

  - 第29回エランドール賞:作品賞

### 書籍
- 世界の中心で、愛をさけぶ Visual story BOOK（小学館・2004年4月） - 映画のオフィシャルブック。
- 指先の花〜映画『世界の中心で、愛をさけぶ』律子の物語〜 益子昌一 著（小学館・2004年05月） - 映画のシナリオを、律子の視点から描いた作品である。

### DVD
- 『世界の中心で、愛をさけぶ 〜朔太郎とアキの記憶の扉〜』
  - 本作は高校生時代の朔太郎と亜紀に焦点を当てた作品で、亜紀を失って数日後の朔太郎が映画本編の流れに沿って彼女と過ごした日々をかいつまんで辿っていく内容となっている。
  - 本作では、映画本編の映像やメイキング映像及びスチール写真を使用し、原作小説から引用した(朔太郎と亜紀による)ナレーションを新たに追加したオリジナルのストーリー・ボード(絵コンテ)作品[13]。
  - ちなみに本作では、2人のナレーションのサントラとしてピアノ曲[注 6]やオーケストラによるクラシック音楽[注 7]がほぼ全編に渡って使用されている。

### 主なロケ地
- フィルム・コミッション：香川フィルム・コミッション、えひめフィルム・コミッション

- 香川県
  - 高松市（旧：木田郡庵治町）…メインロケ
  - 高松市（旧：木田郡牟礼町）…サクの自宅
  - 高松空港…クライマックスの空港

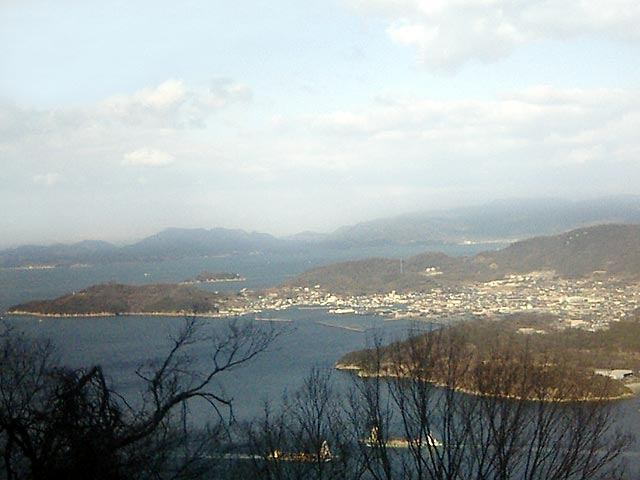
屋島から見た庵治町湾岸風景

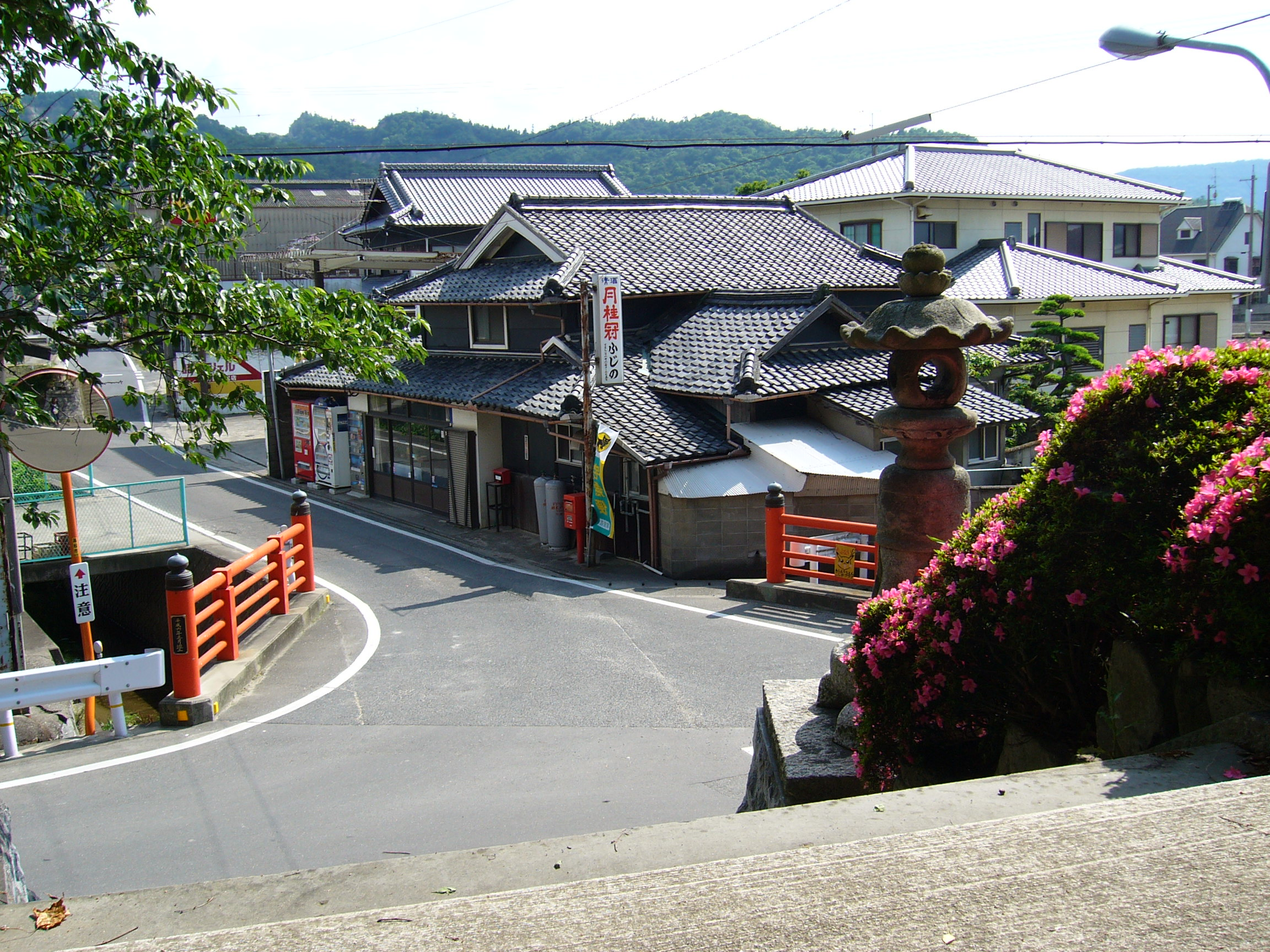
桜八幡神社前

  - 香川県立香川中央高等学校…サクとアキが通った学校（校舎・校庭等）
  - 香川県立津田高等学校…同上（化学実験室等）
  - 丸亀市…サクとアキの島キャンプ
- 愛媛県
  - 松山市…アキが入院した病院の廊下（愛媛県庁本館を病院に見立てた。ただし、病室内はセット）、路面電車は伊予鉄道
  - 大洲市（旧：喜多郡長浜町）…寺の墓所
  - 愛媛県立伊予高等学校…サクとアキが通った学校（グラウンド）
- 神奈川県
  - 小田原市立白山中学校…サクとアキが通った学校（体育館）
- 東京都
  - 港区 Cafe スーパーレーサー
- オーストラリア
  - アリススプリングス

## 金曜ドラマ『世界の中心で、愛をさけぶ』
2004年7月2日から9月10日まで毎週金曜日22時 - 22時54分に、TBS系の「金曜ドラマ」枠で放送された。主演は山田孝之。2004年9月17日には、その後の物語を描いたオリジナル特別編を放送。
映画版の脚本を務めた坂元裕二、伊藤ちひろ、行定勲らの名前が潤色担当者としてクレジットに表記されており、ドラマ版においては原作、映画版の両作を参考にした作風になっている。

### キャスト

#### 17年前
主要人物
松本朔太郎〈17〉
演 - 山田孝之
成績も運動もごく平凡な高校2年生。
廣瀬亜紀〈17〉
演 - 綾瀬はるか
朔太郎の恋人でクラスメイト。学級委員。陸上部員。
宮浦高校
谷田部敏美〈35〉
演 - 松下由樹
クラス担任国語教師。陸上部顧問。
大木龍之介〈17〉
演 - 田中幸太朗
朔太郎の幼馴染、漁師の息子。あだ名はスケちゃん。
中川顕良〈17〉
演 - 柄本佑
朔太郎の幼馴染、クラスメイト。実家は寺でアダ名はボウズ。亜紀に思いを寄せる。
上田智世〈17〉
演 - 本仮屋ユイカ
朔太郎の幼馴染、亜紀の友人であり、クラスメイト。陸上部員。龍之介に恋心を抱く。実家は薬局を営む。
安浦正〈17〉
演 - 田中圭
学級委員。亜紀に思いを寄せる。
黒沢千尋〈17〉
演 - 水野はるか
池田久美〈17〉
演 - 浅香友紀
松本家
松本芙美子〈13〉
演 - 夏帆
朔太郎の妹。原作では「亜紀も僕（朔太郎）と同じ一人っ子」と言う記述がある。
松本潤一郎〈47〉
演 - 高橋克実
朔太郎の父。農協に勤めていたが、謙太郎の没後に写真館を継ぐ。
松本富子〈43〉
演 - 大島さと子
朔太郎の母。漁協に勤めている。
松本謙太郎〈72〉
演 - 仲代達矢（特別出演）
朔太郎の祖父。松本写真館創業者。
廣瀬家
廣瀬綾子〈43〉
演 - 手塚理美
亜紀の母。
廣瀬真〈48〉
演 - 三浦友和
亜紀の父、建築士事務所経営、一級建築士。
その他
真島順平
演 - 鳥羽潤
亜紀と同じ稲代総合病院の白血病患者。
上田薬局店主
演 - おかやまはじめ
智世の父。
稲代総合病院の佐藤医師
演 - 浅野和之
たこ焼き屋「たこやきパパさん」店主
演 - 武野功雄
禅海寺の住職
演 - 野添義弘
中川の父。
ラジオDJ
演 - 平野文

#### 現在
主要人物
松本朔太郎〈34〉
演 - 緒形直人
大学病院研究医師。亜紀を失った喪失感や心の傷は癒えていない。
小林明希〈34〉
演 - 桜井幸子
朔太郎の大学時代からの親友、シングルマザー。保険外交員をしながら一樹を育てている。
谷田部敏美〈52〉
演 - 松下由樹
教師を続けている。
松本家
松本潤一郎〈64〉
演 - 高橋克実
松本富子〈60〉
演 - 大島さと子
廣瀬家
廣瀬綾子〈60〉
演 - 手塚理美
廣瀬真〈65〉
演 - 三浦友和
その他
小林一樹
演 - 仲條友彪
明希の息子。朔太郎を「サク」と呼び、慕っている。
芸プロ
トライアル
劇団ひまわり
松崎町のみなさん

### スタッフ
- 原作 - 片山恭一
- 脚本 - 森下佳子
- 演出 - 堤幸彦、石井康晴、平川雄一朗
- 主題歌 - 柴咲コウ「かたち あるもの」（ユニバーサルミュージック）
- サウンドトラック - 河野伸『世界の中心で、愛をさけぶ TVオリジナル・サウンドトラック』（ユニバーサルミュージック）
- 潤色 - 坂元裕二、伊藤ちひろ、行定勲
- 撮影 - 唐沢悟
- プロデューサー - 石丸彰彦
- 制作 - TBSエンタテインメント
- 製作著作 - TBS

### 放送日程
| 話数                                                       | 放送日        | サブタイトル                  | 演出       | 視聴率 |
| ---------------------------------------------------------- | ------------- | ----------------------------- | ---------- | ------ |
| 第1話                                                      | 2004年7月02日 | 恩師からの手紙                | 堤幸彦     | 18.5%  |
| 第2話                                                      | 2004年7月09日 | 微妙な距離                    | 堤幸彦     | 15.7%  |
| 第3話                                                      | 2004年7月16日 | 永遠の別れ                    | 石井康晴   | 15.2%  |
| 第4話                                                      | 2004年7月23日 | 最後の日                      | 平川雄一朗 | 13.9%  |
| 第5話                                                      | 2004年7月30日 | 忍び寄る影                    | 堤幸彦     | 16.5%  |
| 第6話                                                      | 2004年8月06日 | 生への旅路                    | 堤幸彦     | 15.0%  |
| 第7話                                                      | 2004年8月13日 | 明けない夜                    | 平川雄一朗 | 14.5%  |
| 第8話                                                      | 2004年8月20日 | プロポーズ                    | 石井康晴   | 15.4%  |
| 第9話                                                      | 2004年8月27日 | 最期の選択                    | 平川雄一朗 | 15.9%  |
| 第10話                                                     | 2004年9月03日 | たすけてください…             | 堤幸彦     | 15.2%  |
| 最終話                                                     | 2004年9月10日 | かたち あるもの（15分拡大版） | 堤幸彦     | 19.1%  |
| 平均視聴率 16.0%（視聴率は関東地区・ビデオリサーチ社調べ） |               |                               |            |        |

| 放送日        | サブタイトル | 演出     | 視聴率 |
| ------------- | ------------ | -------- | ------ |
| 2004年9月17日 | 17年目の卒業 | 石井康晴 | 15.3%  |

### 受賞
- 第42回ザテレビジョンドラマアカデミー賞[15][16]
  - 最優秀作品賞
  - 主演男優賞：山田孝之
  - 助演女優賞：綾瀬はるか
  - 主題歌賞[注 10]：「かたち あるもの」 / 柴咲コウ
  - 新人俳優賞：田中幸太朗
  - 脚本賞：森下佳子
  - 監督賞：堤幸彦、石井康晴、平川雄一朗
  - キャスティング賞
  - タイトルバック賞
- 第1回ソウルドラマアワード[17][18]
  - ベストミニシリーズ部門優秀賞
  - 最優秀監督賞︰石丸彰彦

### 書籍
- 世界の中心で、愛をさけぶ MEMORIES（角川書店・2004年09月）- ドラマの公式ビジュアルブック。
- ピアノ・ソロ 世界の中心で、愛をさけぶ／TVオリジナル・サウンドトラック（ドレミ楽譜出版社・2004年8月）- ドラマの公式楽譜集、初級者・中級者向けの2種、巻頭に石丸プロデューサーへのインタビュー記事がある。

### 備考
- 2015年にOKMusicが選定する「本当に泣けると評判のドラマ3選」に選ばれている（他の2選は、『神様、もう少しだけ』（1998年、フジテレビ）、『のだめカンタービレ』（2006年、フジテレビ））[19]。

### 主なロケ地
- 静岡県
  - 賀茂郡松崎町…メインロケ地、町内の民家が「亜紀の家」「松本写真館」として登場。他にも松崎港・松崎海岸・ときわ大橋・浜丁橋・ときわ大橋商店街・大阪屋文具店前（「たこやきパパさん」）・松崎造花店・さつまあげはやま（「「まごころ弁当」）・須田薬局（「上田薬局」）・瀬崎神社・禅海寺・帰一寺・大沢山神社・那賀川・池代川・牛原山（アジサイの丘）他が登場。ドラマに登場したコロッケパンは町内「清水屋パン」製。
    - 松崎高校…「宮浦高校」として、第3棟3階2-D教室や図書室・職員室・体育館・グラウンド他が登場。
    - JA伊豆太陽岩科支店…松本潤一郎が勤めていた農協。目の前のマルテン商店を背景に、木橋と農道が第1話 - 最終話まで登場。
    - 明治商家中瀬邸…常設でロケ展示コーナーがあり、サクの自転車や「稲代総合病院」看板他が見られる。

  - 西伊豆町…最終話で町営斎場が登場。西伊豆町宇久須は、ドラマポスター写真ロケ地。
  - 東伊豆町…町営アスド会館が、亜紀が入院していた「稲代総合病院」で登場。
    - 片瀬白田駅…「宮浦駅」で登場。第2話で朔が降り立った駅、第9話で明希が事故にあった駅前、特別編でサクが町を出た駅。
    - 伊豆大川駅…「宮浦南駅」で登場。第4話でスケちゃんを見送った駅。

  - 伊豆の国市…第10話でサクが航空券を買った「稲代観光」は伊豆長岡駅前の伊豆箱根鉄道総合案内所。
    - 伊豆長岡駅…「稲代駅」で登場。第10話で亜紀とサクが空港へ向かった駅。

  - 伊豆市…八木沢大久保の民家が「サクの家」として登場。第8話の修学旅行で泊まったホテルはラフォーレ修善寺。
    - 土肥港…第5話で明希と一樹が「大代フェリー」に乗った港。船内シーンは駿河湾フェリー「駿河」の特別室。

  - 富士市…第4話の陸上競技場は富士総合運動公園。
  - 下田市…第6 - 7話で朔が、また第7話で亜紀が入ろうとした海は九十浜。
- 東京都
  - 新宿区…第1話のラジオ局は新宿国際ビルディング内東放学園サテライトスタジオ。第7話で一樹が歩いていた線路際は山手線の新大久保 - 高田馬場間。
  - 渋谷区…第2話で明希が勤めていたのはCASIO本社1階。
  - 八王子市…第1話で明希と一樹が訪れたのは東海大学付属八王子病院。
  - 武蔵野市…第6話で一樹が通っていた幼稚園は武蔵野中央第二幼稚園。
- 千葉県
  - 市原市…第3話で亜紀とサクが訪れたのは小湊鐵道月崎駅。
  - 館山市…第5話の海で亜紀とサクが遊んだのは沖ノ島。
  - 安房郡鋸南町…第5話で東京湾の浮島がキャンプ地「夢島」として登場。
- 福島県
  - 石川郡玉川村
    - 福島空港…第10話で亜紀とサクがオーストラリアへ旅立とうとした空港。
- オーストラリア
  - シドニー…第8話で行った修学旅行先。
  - ウルル（キングスキャニオン）…第1話・最終話で登場、第8話で行った修学旅行先。

- 松崎町ときわ大橋
- 空港
- ウルル

| TBS系 金曜ドラマ                        | TBS系 金曜ドラマ                                                  | TBS系 金曜ドラマ                                         |
| 前番組                                  | 番組名                                                            | 次番組                                                   |
| --------------------------------------- | ----------------------------------------------------------------- | -------------------------------------------------------- |
| ホームドラマ! （2004.4.16 - 2004.6.25） | 世界の中心で、愛をさけぶ（テレビドラマ） （2004.7.2 - 2004.9.10） | 3年B組金八先生（第7シリーズ） （2004.10.15 - 2005.3.25） |

## 舞台『世界の中心で、愛をさけぶ』
2005年8月5日から9月4日にかけて、世田谷パブリックシアターをはじめとする全国7か所で公演を行った。

### スタッフ
- 原作：片山恭一
- 脚本：蓬莱竜太（モダンスイマーズ）
- 演出：西川信廣（文学座演出部所属）
- 主催：TBS / ニッポン放送
- 企画・製作：TBS

### キャスト
- 松本朔太郎：田中幸太朗
- 広瀬亜紀：佐藤めぐみ
- 女性教師 瀬戸：とよた真帆
- 男性教師 近藤：升毅
- 朔太郎の祖父：上條恒彦
- 安田：浅井江理名
- 浜口：新井一貴
- 立花：笠原秀幸
- 石倉：引間勝友
- 大木：古屋暢一
- 猪俣：松本博之
- 水野：松本真衣香
- 佐々木：三村恭代

## ラジオドラマ『世界の中心で、愛をさけぶ』CD Book
TOKYO FMで2004年05月に放送されたラジオドラマをCDに収録し、ブックレットにシナリオ、イメージ写真を収めた構成となっている。

### スタッフ
- 原作：片山恭一
- 脚本、演出：飯村聖美
- 出版：TOKYO FM出版（2004年07月）

### 出演
- 松本朔太郎：松田龍平
- 廣瀬亜紀：宮崎あおい

## 映画『僕の、世界の中心は、君だ。』
2005年製作の韓国映画。日本では2006年8月に松竹・東急系にて公開（配給はワーナー・ブラザース）。
映画版の『世界の中心で、愛をさけぶ』の、韓国版リメイクという形を取っているため、出てくるエピソード等も映画版をなぞっている。ただし、ストーリー展開自体は原作の形を踏襲しているため、映画版での藤村律子に相当する役はほとんど活躍しない。また、いくつかの設定が韓国風に置き換えられている（例:スホの祖父の職業）。
なお、このタイトルは邦題であり、原題は「파랑주의보」（波浪注意報）、英語題は「MY GIRL AND I / PARANG LOVE」である。
ちなみに、エンドロールの際に流れる『瞳をとじて』の韓国語バージョンは、日本公開版にのみ採用されたものである。

### スタッフ
- 監督:チョン・ユンス
- 製作総指揮:テディ・チョン
- 製作:テディ・チョン
- 脚本:ファン・ソング
- 脚色:チョン・ユンス、チャン・ムニル
- 撮影:パク・ヒジュ
- 音楽:イ・ドンジュン

### キャスト
| 役名                           | 俳優             | 日本語吹き替え |
| ------------------------------ | ---------------- | -------------- |
| キム・スホ（松本朔太郎に相当） | チャ・テヒョン   | 関智一         |
| ペ・スウン（廣瀬亜紀に相当）   | ソン・ヘギョ     | 赤間麻里子     |
| キム・マングム                 | イ・スンジェ     | 平野稔         |
| ソンジン                       | パク・ヒョジュン | 木村雅史       |
| ヒソン                         | キム・ヨンジュン | 佐藤淳         |
| ジョング                       | ソン・チャンウィ | 羽多野渉       |
| スホの母親                     | キム・ヘスク     |                |
| キム・ジホ                     | キム・シニョン   |                |
| スウンの父親                   | ハン・ミョング   |                |
| スウンの母親                   | オ・ジョンウォン |                |
| 民宿のおばあさん               | キム・ジヨン     |                |

### 書籍
- 僕の、世界の中心は、君だ。 百瀬しのぶ著 （小学館・2006年11月）- 韓国版のノベライズ

## 映画『在世界中心呼喚愛』
2016年8月中国にて公開。主演は欧豪と張慧雯。日本未公開。
| 役名                     | 俳優   | 日本語吹き替え |
| ------------------------ | ------ | -------------- |
| 柯達（松本朔太郎に相当） | 欧豪   |                |
| 夏葉（廣瀬亜紀に相当）   | 張慧雯 |                |

## 諸外国語への翻訳
- Socrates in Love（Viz Communications, 2005年）、Akemi Wegmuller 訳  ISBN 1421501546 （小説、英語）
- Socrates in Love（Viz Communications, 2005年）、Kazumi Kazui 絵 ISBN 1421501996 （漫画版、英語）
- Un cri d'amour au centre du monde（Presses de la Cite, 2006年）、Vincent Brochard 訳 ISBN 2258069084  （小説、フランス語）
- Gridare amore dal centro del mondo（Salani, 2006年）、 Marcella Mariotti 訳 ISBN 8884518474 （小説、イタリア語）
- Gridare amore dal centro del mondo（Kappa Edizioni, 2006年）、 Rebecca Suter 訳  ISBN 8874711298 （漫画版、イタリア語）
- Cry out for love（Egmont Ehapa, Berlin, 2005年）、Kazumi Kazui 絵 ISBN 3770463676 （漫画版、ドイツ語）
- 『在世界的中心呼喚愛情』（時報文化、2004年）、楊嵐 訳 ISBN 9571341339（小説、台湾版）
- 『세상의 중심에서 사랑을 외치다』、안중식訳 ISBN 8990054206（小説、韓国語）
- 『在世界中心呼喚愛』（青島出版社、2004年）、林少華 訳 ISBN 7543630508（小説、中国（大陸）版）
- 『在世界中心大聲呼喊：我愛你』（天地図書有限公司、2004年）、林少華 訳 ISBN 9789882018679   （小説、中国（香港）版）
- Das Gewicht des Glücks,Thomas Eggenberg 訳 （Goldmann, 2007年） ISBN 3442460611（小説、ドイツ語）
- 『世界の中心で、愛をさけぶ』（小学館、2001年）、片山恭一 ISBN 978-4093860727（小説、国語）

## 原作と派生作品との相違点
主要登場人物の3名以外の登場人物や物語の提示方法については、各派生作品ごとに比較的自由に改変されている。特に映画版では高校生のサクとアキがWALKMANで交換日記をおこなう設定が効果的に利用されたが、原作ではWALKMANそのものが登場せず（すでにCDプレイヤーの時代設定）、中学時代にノートで交換日記を行っている。サクの祖父は原作では元政治家でマンション住まい。祖父との対話は原作において重要な構成であり、ここでのサクは多弁である。

## 電子書籍
- iTunes Store
- Android Market

## その他
- 映画版で松本朔太郎を演じた森山未來と、テレビドラマ版で同役だった山田孝之は、映画版、並びにテレビドラマ版が公開される前年にフジテレビのテレビドラマ「ウォーターボーイズ」で共演。なお、テレビドラマ版で学級委員の安浦役だった田中圭も、同ドラマで両名と共演している。また、テレビドラマ版で大木龍之介、舞台版では松本朔太郎役であった田中幸太朗も映画版の「ウォーターボーイズ」に出演しているほか、テレビドラマ版で通称『ボウズ』こと中川顕良役だった柄本佑も、後に「WATER BOYS 2005夏」に出演した。
- 映画版で廣瀬亜紀を演じた長澤まさみと、ドラマ版の同役の綾瀬はるかは、共に、リアリティを出すため劇中、剃髪している。
- 長澤まさみと森山未來は、映画「モテキ」や「シン仮面ライダー」で共演した。
- 綾瀬はるかと、舞台版で廣瀬亜紀を演じた佐藤めぐみは、2004年のフジテレビヤングシナリオ大賞・P&Gパンテーン ドラマスペシャル「冬空に月は輝く」で共演した。
- 映画「ラフ」のイベントで長澤まさみはスキマスイッチと映画版の話になり、「坊主にすると頭がかゆくて…」と苦笑いしながら発言した。また綾瀬はるかは普段日記を欠かさないが、父の薦めで髪の伸びゆくさまを記録した「坊主日記」を併せてつけていたという。禿げないか心配でたまらなかったらしい（「はなまるマーケット」より）。
- 2004年度の第42回ゴールデン・アロー賞では、長澤まさみと、新人賞受賞者の一人として綾瀬はるかが選ばれ、授賞式の記念撮影の際に、長澤と綾瀬が同じフレームに映るというハプニングがあったが、「二人の廣瀬亜紀」のツーショット会見は実現しなかった。その後の2015年の映画「海街diary」にて、4人姉妹の長女（綾瀬）と次女（長澤）として共演し（綾瀬が主役の扱い）、同作の舞台挨拶や、映画賞の授賞式などでは、しばしば2人が舞台上に並ぶ姿が見られた。
- テレビドラマ版で朔太郎の父親、潤一郎役であった高橋克実は、後にセイコーエプソンのカラープリンター、「カラリオ」のCMで、映画版で廣瀬亜紀を演じた長澤まさみの父親役として登場。一方、テレビドラマ版で朔太郎の妹、芙美子役であった夏帆は、キヤノンのカラープリンター、「PIXUS」のCMに起用されている。
- 映画版が1986年が舞台なのに対して、ドラマ版ではそれより1年後の1987年が舞台になっている。
- 韓国版のスウンを演じたソン・ヘギョは「秋の童話」でやはり白血病で命を落とす主人公を演じている。
- 映画・ドラマ「世界の中心で、愛をさけぶ」の公開により日本骨髄バンク新規ドナー登録者数が増加した[3]。
- 映画版に登場する高松空港のシーンは国際線ターミナルで撮影が行われた。ちなみに撮影に使われた高松市香南町にある高松空港は1989年に出来たもので、舞台となった1986年当時（旧ターミナル）は現在地より北部にある高松市林町にあり、まだ工事中だった。
- ドラマ版は当初は、石原さとみ主演で企画されていたが、スケジュールの都合により（剃髪を拒んだという説もある）、綾瀬はるかに変更された[21]。
- 吉岡道夫の『絶唱』（1975年、旺文社）と、あらすじが酷似しているとの指摘がある。
- タイトルはハーラン・エリスンの有名なSF『世界の中心で愛をさけんだけもの』と酷似しているが、毒薬混入した牛乳をばらまいての大量殺人から始まる同作と内容的な関連は一切ない。作者ではなく編集者がつけた題名だと言われる。
- 映画版のロケ地の一部が香川県高松市庵治町であったため、中村悠一は皇子神社のブランコ周辺がエアガンを発射していた場所であったことが語られており、「ブランコ漕いでるシーンの場所で俺らはサバゲーしてた。あんなところでブランコ漕いでたら撃たれるよ。ただ誰も来ない場所だからよく見つけたなと思う」と述べていた。